# Lossit Point
Lossit Point ist ein Kap an der Westküste der Hebrideninsel Islay. Es liegt im Südwesten der Insel auf der Halbinsel Rhinns of Islay etwa vier Kilometer nördlich von Portnahaven. Die nächstgelegene Ortschaft ist die kleine Siedlung Lossit. Lossit Point bildet die nördliche Abgrenzung der Lossit Bay. Das Kap ragt etwa 400 m von der Landmasse der Insel in den Atlantischen Ozean hinein. Es erhebt sich mit seiner Felsküste über 30 m über die Meeresoberfläche.
Obschon das Kap heute unbesiedelt ist, finden sich an Lossit Point verschiedene Spuren früherer Besiedlung aus unterschiedlichen Epochen. An der Südküste entlang der Lossit Bay befindet sich ein Dun. Dieser wurde in den Felsen direkt an der Küste angelegt und durchmisst etwa acht Meter. Er ist von einer zwischen 2,7 m und 3,5 m mächtigen Mauer umgeben, die heute weitgehend zerstört ist. Am Lossit Point befand sich einst ein Fort. Dieses war durch eine etwa 60 m lange Mauer, welche die Spitze des Kaps mit einer Fläche von etwa 160 m × 140 m abtrennte, befestigt. Die Mauer ist heute noch teilweise bis zu einer Höhe von 1,70 m erhalten, jedoch großteils eingestürzt und als mehrere Meter breites Band in der Landschaft erkennbar. Westlich des Eingangs ist der D-förmige Grundriss eines Gebäudes zu erkennen, bei dem es sich um ein Wachthaus gehandelt haben könnte. Auf der grasigen Fläche sind keine weiteren Gebäude erkennbar.